# Mathias Dahlgren-Matsalen
Mathias Dahlgren-Matsalen is de naam van een Zweedse chef-kok en van zijn gelijknamig restaurant in Stockholm met twee Michelinsterren.

## Geschiedenis
Dahlgren opende zijn restaurant in 2007 in het Grand Hotel in Stockholm. In 2008 kreeg het meteen al de eerste Michelinster en in 2009 de tweede. Hij behoort tot de beste chefs van Zweden en behoort tot de innovatieve keukens.